# Latrunculia crenulata
Latrunculia crenulata är en svampdjursart som beskrevs av Claude Lévi 1993. Latrunculia crenulata ingår i släktet Latrunculia och familjen Latrunculiidae.
Artens utbredningsområde är havet kring Nya Kaledonien. Inga underarter finns listade i Catalogue of Life.